# Sibynophis
Sibynophis är ett släkte av ormar. Sibynophis ingår i familjen snokar.
Dessa ormar är med en längd upp till 75 cm små och smala. De förekommer från Indien och södra Kina till Sri Lanka och Sydostasien. Habitatet utgörs av skogar. Honor lägger ägg.
Arter enligt Catalogue of Life och The Reptile Database:
- Sibynophis bistrigatus
- Sibynophis bivittatus
- Sibynophis chinensis
- Sibynophis collaris
- Sibynophis geminatus
- Sibynophis melanocephalus
- Sibynophis sagittarius
- Sibynophis subpunctatus
- Sibynophis triangularis